# Reno-Sparks Indian Colony
Reno-Sparks Indian Colony é uma tribo de  nativos estaunidenses cujos membros tem herança washoe, paiute e shoshona. A tribo tem uma colónia índia no centro de Reno e uma reserva índia  (39° 41′ 31″ N, 119° 44′ 44″ O) em Hungry Valley, a cerca de 27 quilómetros da cidade de Reno.  
A colónia começou como um bairro de Reno onde os nativos estadunidenses trabalhavam em negócios locais e vivia, em ranchos dos arredores. Através do Indian Reorganization Act de 1934, esses povos formaram um governo tribal. A tribo conseguiu ainda terra para formar uma reserva em Hungry Valley.